# Helmkasuar
Der Helmkasuar (Casuarius casuarius) ist eine große flugunfähige Vogelart aus der Familie der Casuariidae.

## Merkmale

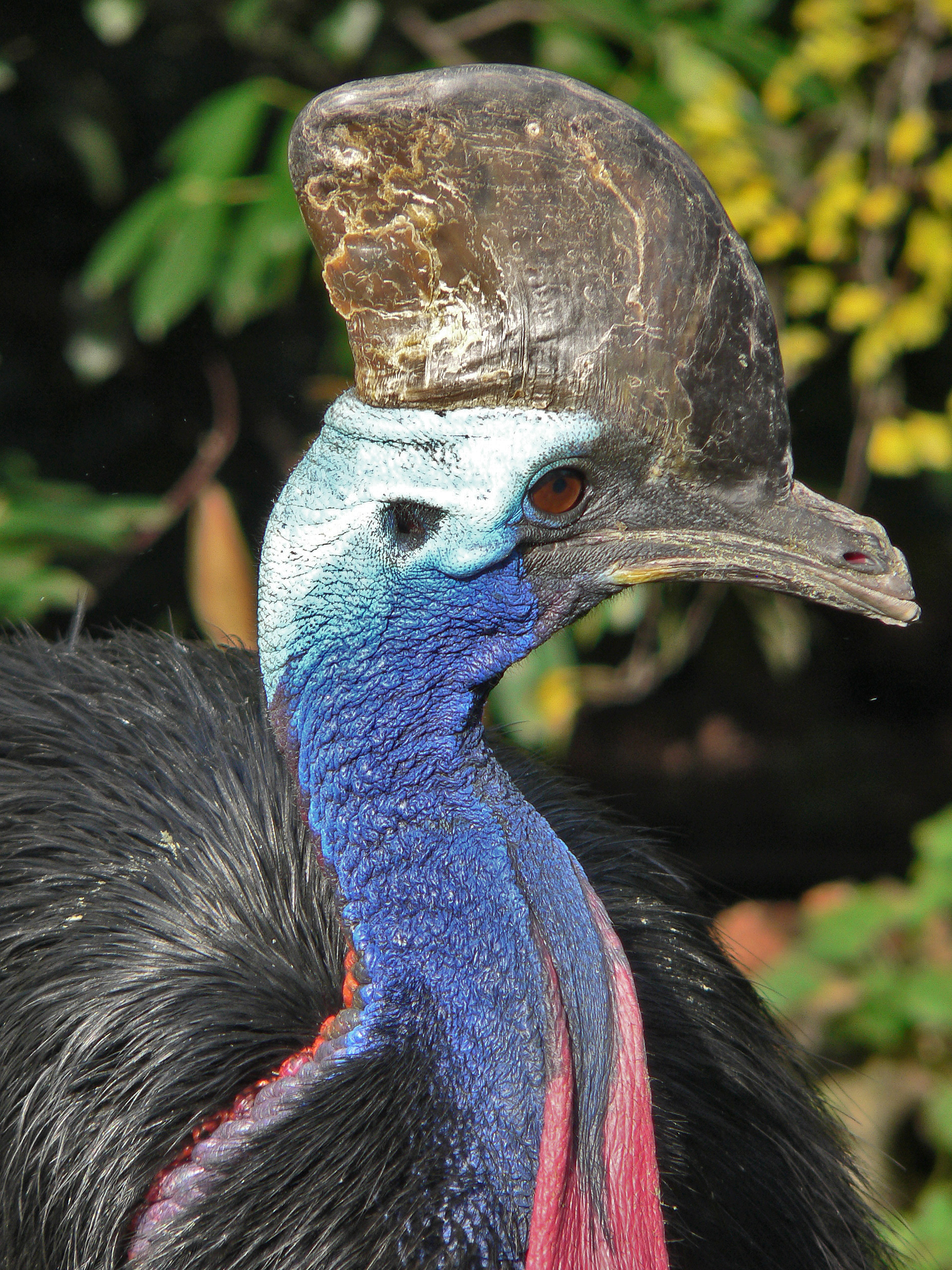
Kopf und Hals

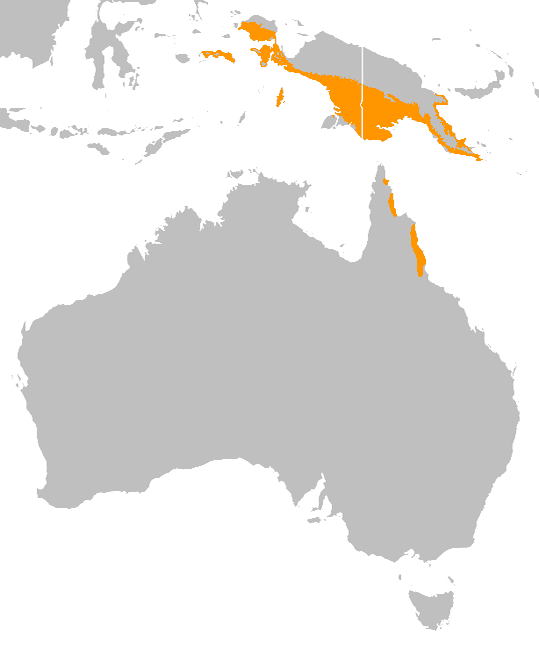
Verbreitungsgebiet des Helmkasuars

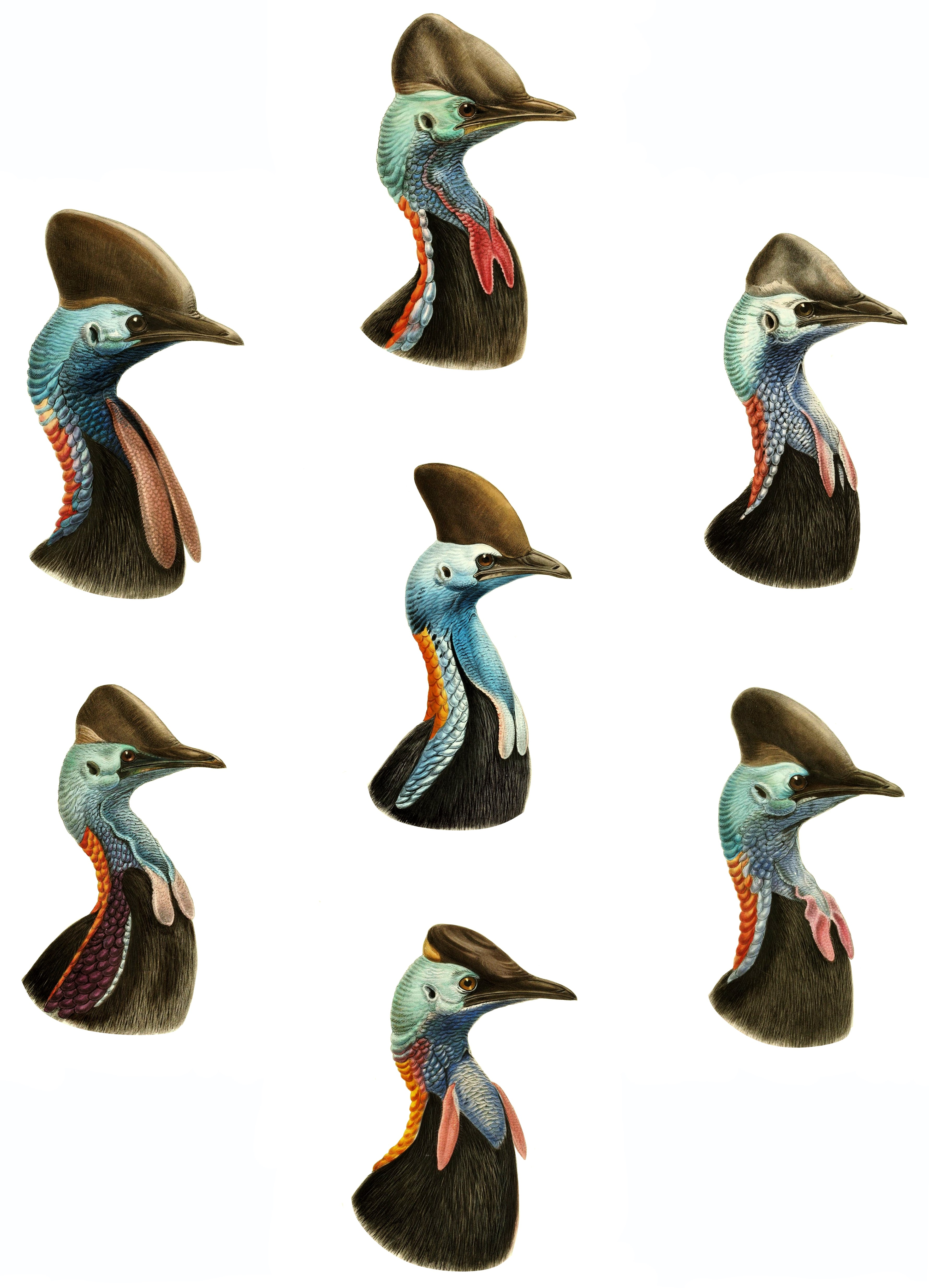
Phänotypische Variation

Der Helmkasuar ist der zweitgrößte lebende Vogel Australiens und der dritt- beziehungsweise viertgrößte heute noch lebende Vogel weltweit; nur Strauße (Struthio), der Große Emu (Dromaius novaehollandiae) sowie gegebenenfalls der nah verwandte Einlappenkasuar (Casuarius unappendiculatus) sind größer. Ausgewachsene Kasuare sind bis zu 1,70 Meter hoch und wiegen bis zu 70 Kilogramm. Die Weibchen sind größer als die Männchen, aber ansonsten nicht zu unterscheiden.
Helmkasuare haben ein großes, helmartiges, mit Horngewebe überzogenes Gebilde auf dem Kopf, das eventuell zum Schutz dient, wenn die Tiere durchs Unterholz brechen, oder bei Kämpfen mit Rivalen, oder eine Schmuckfunktion hat, nach einer im Februar 2019 veröffentlichten Studie aber der Thermoregulation dient. Kopf und Hals sind unbefiedert; die nackte Haut ist großteils leuchtend blau gefärbt, nur ein Streifen an der Hinterseite des Halses und mehrere Hautlappen vorne und hinten am Hals sind rot gefärbt. Das Gefieder ist bei ausgewachsenen Tieren glänzend schwarz. Junge, halb ausgewachsene Kasuare haben braunes Gefieder, blasser gefärbte Hautpartien sowie kürzere Hautlappen am Hals.
Ihre dreizehigen Füße besitzen scharfe Krallen; die dolchartige innere Kralle wird bis zu 12 Zentimeter lang.
Sie können eine Geschwindigkeit bis zu 50 km/h erreichen und bis 1,5 m hoch springen. Außerdem sind sie gute Schwimmer.

## Verbreitung und Lebensraum

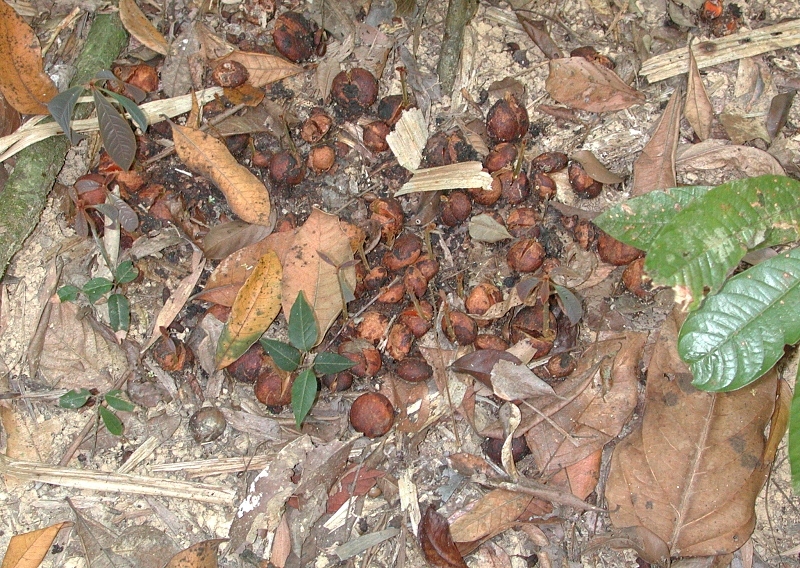
Frischer Kot des Helmkasuars im Regenwald

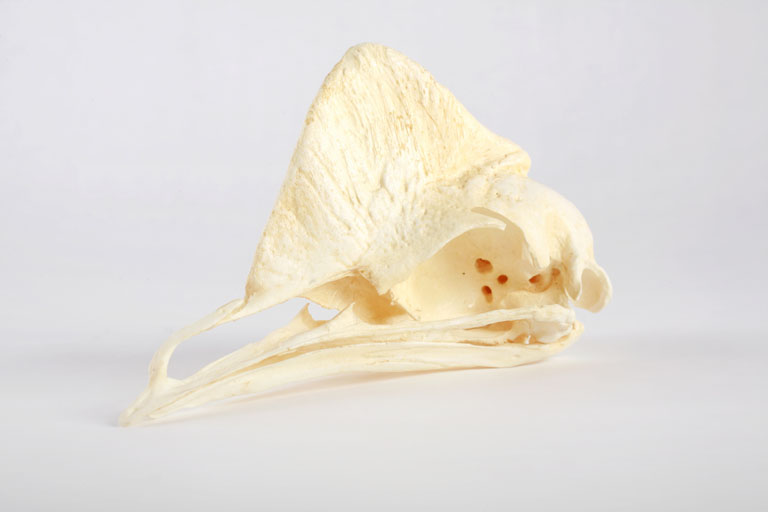
Abguss des Schädels eines Casuarius casuarius in der Sammlung des Kinder-Museums von Indianapolis (The Children’s Museum of Indianapolis)

Helmkasuare kommen in Neuguinea und im Bundesstaat Queensland im Nordosten Australiens vor. Sie führen dort in unterholzreicher Vegetation, in Regenwäldern und Savannenwäldern, ein scheues und unauffälliges Leben.

## Ernährung und Lebensweise
Kasuare ernähren sich hauptsächlich von Früchten, Pilzen, Insekten, Kleinsäugern, Kleinvögeln und Eiern. Außer in der Brutzeit leben sie einzeln und sind sehr reviertreu.

## Fortpflanzung

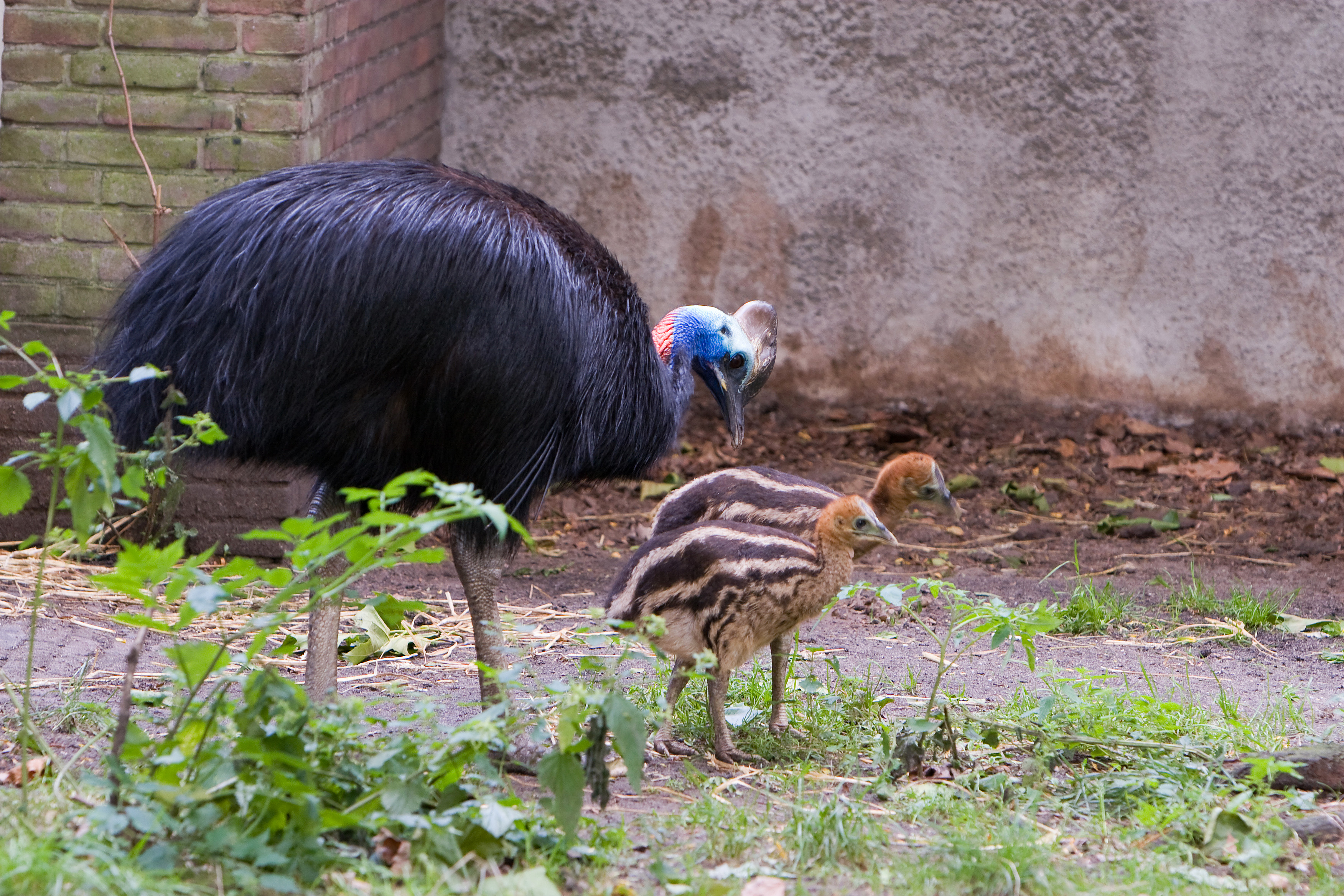
Männchen mit Küken

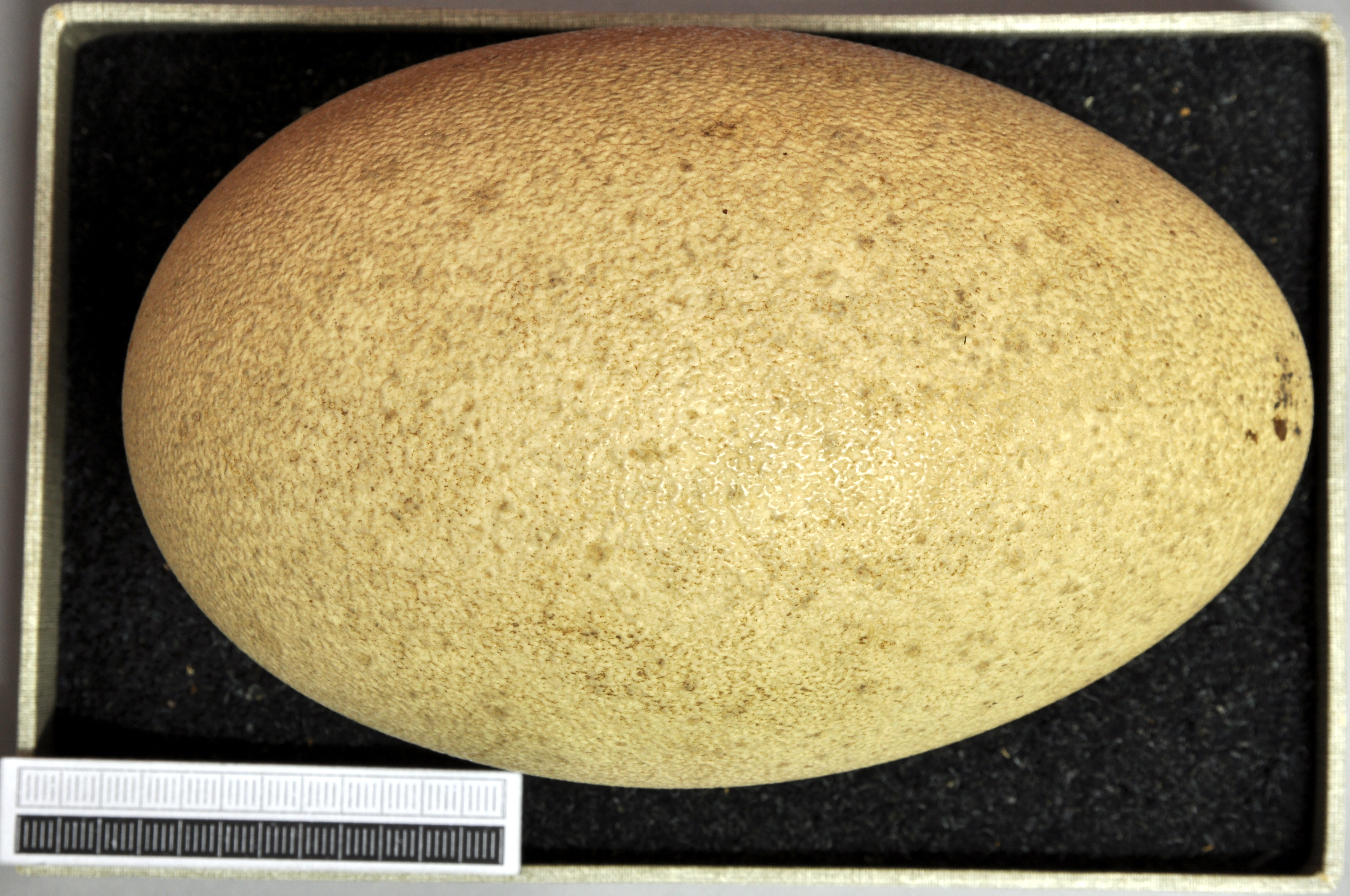
Ei, Sammlung Museum Wiesbaden

Kasuare brüten vorzugsweise in der Trockenzeit von Juni bis Oktober. Das Männchen baut das Nest, eine seichte Bodenvertiefung, die mit Gras und Blättern ausgekleidet und gut getarnt ist. Es paart sich nur mit einem einzigen Weibchen, das dann drei bis acht große, hell grün-blaue Eier in das Nest legt. Die Eier messen etwa 9 cm × 14 cm. Das Weibchen zieht anschließend weiter und kann sich noch mit weiteren Männchen paaren. Das Männchen bebrütet die Eier etwa zwei Monate lang und sorgt dann noch weitere neun Monate für die braun gestreiften Küken. Diese sind Nestflüchter.

## Gefährdung

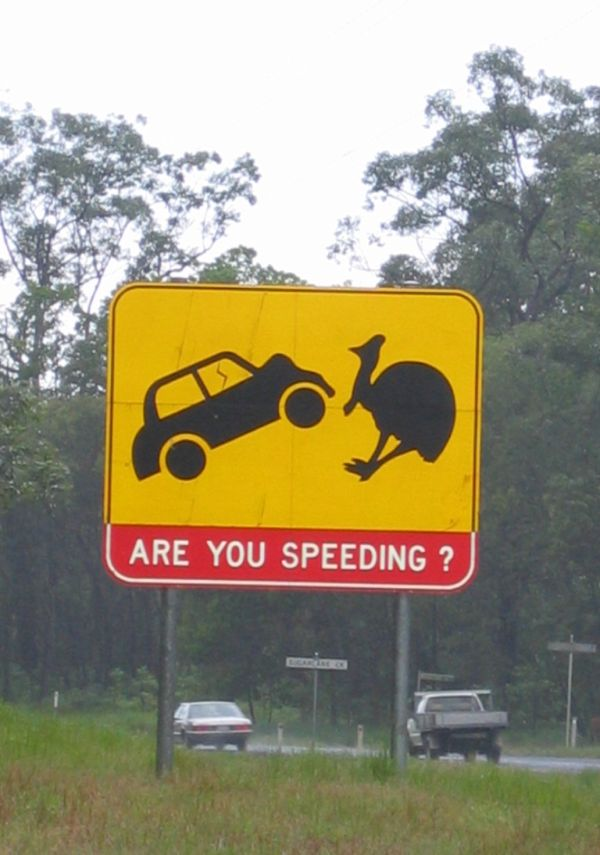
Straßenschild in den Atherton Tablelands, Queensland, Australien.

Die IUCN stuft den Helmkasuar als „nicht gefährdet“ (least concern) ein. Schätzungen über die aktuellen Bestände in freier Wildbahn reichen von 1.500 bis zu 10.000 Tieren. Eine wesentliche Rolle spielt dabei der Schwund des Lebensraumes. In Australien, wo den Tieren ohnehin nur kleine Flächen zur Verfügung stehen, kommt noch die Bedrohung durch verwilderte Hausschweine hinzu, die die Gelege und Küken rauben. Der größte Feind ist aber der Straßenverkehr, selbst in manchen Nationalparks gehen die größten Verluste auf das Konto der zu schnell fahrenden Autos und Lastwagen. Jährlich sterben etwa 10 Kasuare bei Wildunfällen (roadkills). Ebenfalls problematisch ist die immer wieder vorkommende Fütterung von Kasuaren durch Touristen: Sobald die Tiere Menschen als potenzielle Nahrungsquelle erkennen, entwickeln sie ein forderndes, aggressives Verhalten und verlieren die natürliche Scheu, was auch Verkehrsunfälle begünstigt. Gelegentlich werden durch die von Menschen verfütterte Nahrung auch Krankheiten hervorgerufen. In Neuguinea werden Helmkasuare wegen ihrer Federn, die als zeremonieller Kopfschmuck verwendet werden, stark bejagt.

## Gefährlichkeit

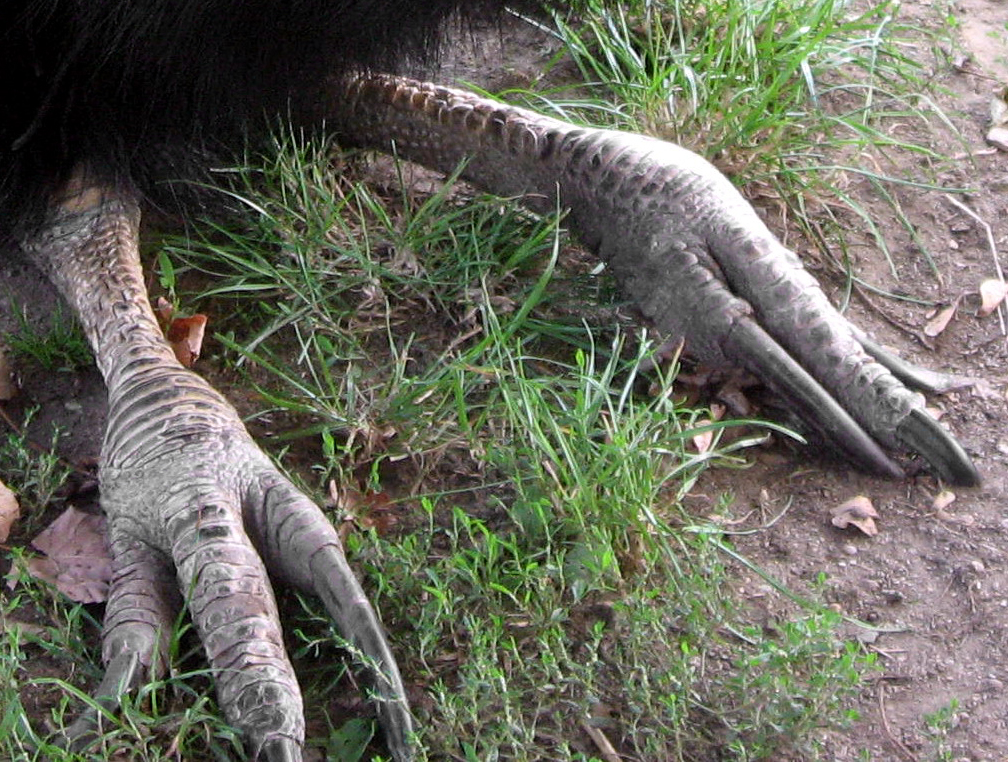
Nahaufnahme der Füße mit lebensgefährlichen inneren Krallen

In seltenen Fällen stellen Helmkasuare auch für Menschen eine Bedrohung dar, etwa wenn die Vögel in die Enge getrieben werden, oder speziell Männchen, die ihre Küken oft sehr aggressiv verteidigen. Mit ihren kräftigen Läufen und krallenbewehrten Füßen können sie kräftige Tritte austeilen, die auch für einen Menschen lebensgefährlich sein können. Todesfälle sind mehrfach beschrieben.